# Маркушевець-Туропольський
Маркушевець-Туропольський (хорв. Markuševec Turopoljski) — населений пункт у Хорватії, у Загребській жупанії у складі міста Велика Гориця.

## Населення
Населення за даними перепису 2011 року становило 328 осіб.
Динаміка чисельності населення поселення:

## Клімат
Середня річна температура становить 10,48 °C, середня максимальна – 24,56 °C, а середня мінімальна – -5,84 °C. Середня річна кількість опадів – 921 мм.
| Клімат поселення                              | Клімат поселення | Клімат поселення | Клімат поселення | Клімат поселення | Клімат поселення | Клімат поселення | Клімат поселення | Клімат поселення | Клімат поселення | Клімат поселення | Клімат поселення | Клімат поселення | Клімат поселення |
| Показник                                      | Січ.             | Лют.             | Бер.             | Квіт.            | Трав.            | Черв.            | Лип.             | Серп.            | Вер.             | Жовт.            | Лист.            | Груд.            |                  |
| Середній максимум, °C                         | 6,44             | 8,20             | 12,52            | 16,82            | 21,45            | 24,56            | 23,42            | 22,82            | 19,10            | 14,11            | 8,31             | 4,58             |                  |
| Середня температура, °C                       | 0,31             | 2,05             | 6,38             | 10,67            | 15,31            | 18,42            | 20,12            | 19,54            | 15,81            | 10,82            | 5,03             | 1,28             |                  |
| Середній мінімум, °C                          | −5,84            | −4,08            | 0,23             | 4,54             | 9,16             | 12,28            | 16,83            | 16,25            | 12,53            | 7,54             | 1,74             | −2               |                  |
| Норма опадів, мм                              | 54               | 51               | 62               | 70               | 78               | 94               | 85               | 90               | 89               | 89               | 91               | 68               |                  |
| Середньомісячна швидкість вітру, м/с          | 1.70             | 1.90             | 2.30             | 2.20             | 2.00             | 1.80             | 1.80             | 1.63             | 1.60             | 1.68             | 1.76             | 1.74             |                  |
| Середньомісячна сонячна радіація, кДж/м²·день | 4204             | 6912             | 10506            | 14975            | 19144            | 21042            | 22046            | 19345            | 14136            | 8763             | 4626             | 3403             |                  |
| --------------------------------------------- | ---------------- | ---------------- | ---------------- | ---------------- | ---------------- | ---------------- | ---------------- | ---------------- | ---------------- | ---------------- | ---------------- | ---------------- | ---------------- |
| Джерело:                                      |                  |                  |                  |                  |                  |                  |                  |                  |                  |                  |                  |                  |                  |